# Cordillera de Chukotka
La cordillera de Chukotka, cordillera de Chukotska o cordillera de Ojotsko-Chukotsky, es una cadena montañosa en el extremo noreste de Siberia en Rusia, sobre el círculo polar ártico. Está compuesta por las Tierras altas de Anadyr y el sector sur de las tierras altas de Chukotka.
La zona de elevadas montañas se caracteriza también por sus pronunciados valles, y su origen es claramente glaciar. Los picos alcanzan elevaciones de 1600 a 1800 m s. n. m. 